# O. D. 아노시케

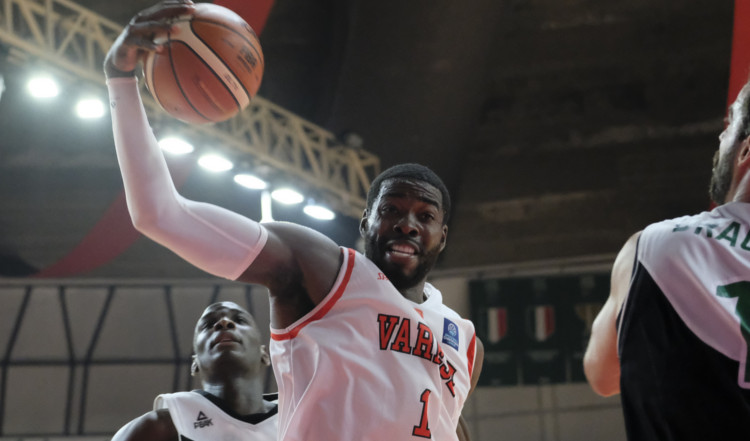

O. D. 아노시케(O. D. Anosike, 본명: Oderah "O. D." Anosike, 1991년 1월 3일 ~ )는 튀르키예 바스켓볼 슈퍼 리기(Basketbol Süper Ligi)의 매니사 BB(Manisa BB)에서 마지막으로 뛰었던 미국 프로 농구 선수이다. 시에나 칼리지(Siena College)에서 대학 농구를 했다. 2011-12 NCAA 디비전 I 시즌에 아노시케는 경기당 평균 12.5로 리바운드 부문에서 디비전 I을 이끌었다. 그 후 2012-13년에도 경기당 평균 11.4개를 기록하며 국내 최고의 리바운드 (농구) 선수로 거듭났다.

## 대학 경력
아노시케는 2009-10년에 대학 농구 경력을 시작했다. 취임식에 아노시케의 기여는 미미했다. 그는 경기당 12.1분 동안 평균 2.7득점과 3.4리바운드를 기록했다. 그러나 그는 팀의 34경기 모두에 출전한 시에나 선수 4명 중 한 명에 불과했다.
아노시케의 2학년 시즌 동안 그는 경기당 평균 8.9득점과 6.8리바운드를 기록했다. 당시 팀 동료인 라이언 로시터(Ryan Rossiter) 역시 많은 리바운더였으며 아노시케는 로시터가 아니었다면 그 시즌에 더 많은 리바운드를 잡을 수 있었을 것이라고 믿는다. 이듬해 주니어 시즌에 그는 리바운드 평균을 거의 두 배로 늘렸고 로시터는 지난 봄에 졸업했다. 아노시케는 MAAC(First Team All-Metro Atlantic Athletic Conference) 선택을 위해 평균 15.0득점, 경기당 전국 최고의 12.5리바운드를 기록했다. 그는 또한 로우 헨슨(Lou Henson, Mid-Major) 올 아메리칸(All-American) 팀에도 지명되었다. 2011-12년 한 기간 동안 아노시케는 17연속 더블더블을 기록했는데, 이는 시에나 기록이자 지난 15년간의 디비전 I 농구 중 두 번째로 긴 연속 기록이다.
아노시케는 경기당 11.4를 기록한 후 2012-13년에 국내 최고의 리바운더로 거듭났다. 그는 올해의 학생 운동 선수로 시니어 클래스 어워드(Senior CLASS Award) 후보로 선정되었으며, 1월 ESPN 분석가 제이 빌라스(Jay Bilas)는 그를 남자 대학 농구 최고의 리바운더로 선언했다.